# ماجين ميانة سرخ
ماجين ميانة سرخ (بالفارسية: ماژین میانه سرخ) هي قرية تقع في قسم نبوت الريفي (مقاطعة إيوان) في إيران. يقدر عدد سكانها بـ 394 نسمة بحسب إحصاء 2016.